# One Night Stand (Finch-Katja-Krasavice-&-Luca-Dante-Spadafora-Lied)
One Night Stand ist ein Lied der deutschen Musiker Finch, Katja Krasavice & Luca-Dante Spadafora aus dem Jahr 2024, in Zusammenarbeit mit dem deutschen DJ und Musikproduzenten Niklas Dee.

## Entstehung und Veröffentlichung
Geschrieben wurde das Lied gemeinsam von allen Interpreten Niklas Dichtl (Niklas Dee), Katja Krasavice, Luca-Dante Spadafora und Nils Wehowsky (Finch), zusammen mit der deutschen Singer-Songwriterin Karolina Schrader. Dee und Spadafora zeichneten zudem, in Zusammenarbeit mit Daniel Großmann und Matthias Mania vom Produzententeam Dasmo & Mania Music, für die Produktion verantwortlich.
Nachdem Krasavice bereits am 29. Januar 2024 einen Teaser zu One Night Stand auf ihrer Internetseite präsentierte, erfolgte schließlich die offizielle Erstveröffentlichung als Single am 8. Februar 2024 bei Walk This Way Records. Diese erschien zunächst als digitaler Einzeltrack zum Download und Streaming. Einen Tag nach seiner Erstveröffentlichung erschien auch eine CD-Single (Katalognummer: 0602465132571).

## Inhalt
Es handelt sich bei One Night Stand um einen Hip-Hop-Titel als Duett, in dem es die Protagonisten, deren Teile von Krasavice gesungen und von Finch gerappt werden, auf ein One-Night-Stand und schnellen Sex abgesehen haben.

„O-O-O-O-O-O-N-S.
Ich will kein’n Deep Talk, ich will Sex.
O-O-O-O-O-O-N-S.
Die Clubtoilette wird zum Bett.“

## Musikvideo
Im dazugehörigen Musikvideo zeigt Krasavice auf einer Party ihr Dekolleté und trägt unter anderem ein Halsband mit der Aufschrift „Sex“. Sie singt, während Finch die Rapteil übernimmt. Das Video wurde bei YouTube über 2,4 Millionen Mal abgerufen (August 2025).

## Chartplatzierungen
One Night Stand stieg am 16. Februar 2024 auf Platz eins der deutschen Singlecharts ein. In der Folgewoche belegte es nochmals Rang 51, bevor es die Charts wieder verließ. Für Krasavice ist dies bereits der fünfte Nummer-eins-Hit in Deutschland sowie nach Mädchen auf dem Pferd (August 2023) je der zweite für Dee und Spadafora und der erste für Finch. Koautorin Schrader schrieb hiermit ebenfalls ihren ersten Nummer-eins-Hit in Deutschland.
| ChartsChartplatzierungen | Höchstplatzierung | Wochen |
| ------------------------ | ----------------- | ------ |
| Deutschland (GfK)        | 1 (2 Wo.)         | 2      |